# Claudio Salocchi
Claudio Salocchi (Milano, 22 marzo 1934 – 7 dicembre 2012) è stato un designer e architetto italiano.

## Biografia
Nato a Milano nel 1934 si laureò in Architettura al Politecnico di Milano. Insegnò al Politecnico di Milano Caratteri distributivi degli edifici e alla Facoltà Valle Giulia di Roma La Sapienza Composizione architettonica.
Nel 1960 aprì il suo studio di design e sette anni più tardi iniziò una lunga collaborazione con la Sormani, con la quale fu presente l'anno stesso al Salone Internazionale del Mobile: quell'anno Salocchi presentò la collezione Ellisse per Sormani, che divenne così la prima azienda a sperimentare con l'alluminio estruso.

Fondò nel 1973 il “Centro Ricerche Non Finalizzate” con gli amici e colleghi Ugo Carrega e Vincenzo Ferrari, con cui espose nel 1968 e nel 1973 alla XIV e XV Triennale di Milano, presentando il film Oggetti sani, oggetti malati. Nel 1979 vinse il premio Compasso d'Oro per le attrezzature da cucina per abitazioni Metrosistema, prodotto da Alberti Cucine, ricevendo anche due menzioni per altri due progetti. Nel 1987 venne nuovamente menzionato alla XIV edizione del premio.
Socio dell'Associazione per il disegno industriale dal 1967 ne fu vicepresidente dal 1988 al 1990. È stato curatore e membro di giuria di vari premi di design tra cui i prestigiosi Red Dot Design Award nel 2004 e 2006.

## Opere

### Architettura
- 1974 Casa Prandi, Manerbio
- 1975 Villa Paderno

### Industrial design
- 1960 libreria Centro (Sormani)
- 1962 tavolo SC80 (Sormani)
- 1962 comodino SC50 (Sormani)
- 1963 poltrona e divano Oriolo (Sormani)
- 1964 sedia Vivalda (Sormani)
- 1964 tavolo ampliabile SC66/T (Sormani)
- 1964 sedia SC66 (Sormani)
- 1964 cassettone e scrittoio SC284 (Sormani)
- 1965 cucina S60 (Alberti Cucine)
- 1966 sedia tubolare Lia (Sormani)
- 1966 credenza pensile Elisse (Sormani)
- 1967 attrezzature per abitazioni Amina (Sormani)
- 1967 lampada Fluo (Lumenform)
- 1967 lampada Vela (Lumenform)
- 1967 tavolo Ellisse (Sormani)
- 1967 mobile contenitore pensile Ellisse (Sormani)
- 1968 lampada da terra Zea (Lumenform)
- 1968 lampada da soffitto Onda (Lumenform)
- 1968 divano modulare Paione (Sormani)
- 1969 poltrona Palla (Sormani)
- 1969 tavolo Distico (Sormani)
- 1969 tavolo Moscone (Sormani)
- 1970 lampada alogena Aloa (Sormani)
- 1971 tavolo Elisse (Sormani)
- 1971 sgabello Appoggio (Sormani), esposto alla XXIII Triennale di Milano
- 1971 sedia Labia (Sormani), esposto alla XXIII Triennale di Milano
- 1971 lampada da tavolo Tulpa (Lumenform)
- 1973 lampada Ri-flessione (Skipper)
- 1973 tavolo espositore Napoleone (Sormani), esposto alla XV Triennale di Milano
- 1973 divano modulare Free-System (Skipper)
- 1975 scrivania Bankor Office (Skipper)
- 1978 sedia Diamante (Skipper)
- 1979 attrezzature per abitazioni Metrosistema (Alberti Cucine), premio Compasso d'oro 1979
- 1980 poltrona Feeling (Skipper)
- 1985 attrezzature per abitazioni Lobby-System (Rossi di Albizzate)
- 1987 lampada da terra Il-Luminante (Skipper)
- 1990 sovrammobile Cesto greco (Gemma Gioielli)
- 1990 tavolo iWood (Kurogane)
- 1990 candeliere 3P (Gemma Gioielli)
- 1990 candeliere Segnico (De Vecchi)
- 1990 bicchiere (Luigi Bormioli)
- 1992 lampada da terra Scaligera (Bottega Gadda)
- 1995 poltrona Ovio (Rossi di Albizzate)

### Nei musei
- Poltrona Palla, 1969, Cooper Hewitt - Smithsonian Design Museum, New York, Stati Uniti
- assemblage (con Vincenzo Ferrari e Ugo Carrega), 1971, Museion, Bolzano, Italia
- Sgabello Appoggio, 1971, Museum of Modern Art, New York, Stati Uniti
- Sgabello Appoggio, 1971, Vitra Design Museum, Weil am Rhein, Germania
- Sgabello Appoggio, 1971, Cooper Hewitt - Smithsonian Design Museum, New York, Stati Uniti
- Sedia Labia, 1971, Vitra Design Museum, Weil am Rhein, Germania
- Lampada Tulpa, 1971, Houston Museum of Fine Arts, Stati Uniti
- Attrezzature per abitazioni  Metrosistema, 1979, ADI Design Museum, Milano, Italia